# Douze Mois

Douze Mois (en russe : Двенадцать месяцев) est un long métrage d'animation soviétique d'Ivan Ivanov-Vano et de Mikhaïl Alekseïevitch Botov (ru), sorti en 1956.

## Synopsis
Lorsqu'une jeune reine exigeante offre un panier rempli d'or à quiconque lui apportera un bouquet de perce-neige pour le Nouvel An, une femme cupide envoie sa belle-fille à la recherche des fleurs au fond de la forêt, bien persuadée cependant qu'elle n'y parviendra pas et mourra de froid. Pourtant les douze mois la sauvent d'une mort certaine en créant le printemps autour d'elle, ce qui lui permet de revenir avec les fleurs. Mais l'héroïne n'est pas au bout de ses peines...

## Autour du film
Le film est adapté d'une pièce éponyme écrite en forme de conte de fées par Samouil Marchak. Le sujet s'inspire d'un conte tchèque comme en témoigne Marchak lui-même dans sa lettre au critique littéraire Stanislav Rassadine (1963). L'écrivain raconte l'avoir entendu quelque part, puis retrouvé inclus dans le recueil de Božena Němcová. La pièce est jouée pour la première fois au Théâtre du jeune spectateur en 1947, puis au Théâtre d'art de Moscou en 1948.
Aux États-Unis, il a notamment été édité par Oleg Vidov parmi une série de contes russes présentés par Mikhaïl Barychnikov intitulée Les Histoires de mon enfance (Stories From My Childhood).
Plusieurs remakes de ce film ont été réalisés, dont celui d'Anatoli Granik en 1972, et la version japonaise de Kimio Yabuki en 1980.

## Fiche technique
- Titre : Douze Mois
- Titre original : Двенадцать месяцев
- Réalisation : Ivan Ivanov-Vano et Mikhaïl Botov (ru)
- Photographie : Nikolaï Voïnov (ru), Elena Petrova
- Scénario : Nikolaï Erdman, Samouil Marchak
- Musique : Mieczysław Weinberg
- Directeur artistique : Aleksandre Beliakov (ru), Anatoli Kouritsyne (ru)
- Production : Soyuzmultfilm Studio
- Pays d'origine :  Union soviétique
- Technique : dessin animé
- Genre : film d'animation
- Format : couleur
- Langue : russe
- Durée : 56 minutes
- Date de sortie : 1956